# تپلک دیامانتینایی
تپلک دیامانتینایی (نام علمی: Scytalopus diamantinensis) گونه‌ای پرنده از تیرهٔ تپلکان و بومی شمال شرقی برزیل است.